# Nürnbergi Erzsébet német királyné
Nürnbergi Erzsébet (1358. – 1411. július 26.) német királyné. Rupert német király felesége. Rupert 1398. január 6-án megörökölte apja címeit és kiterjedt birtokait, így a férfi lett Rajna tartomány új választófejedelme. 1400. augusztus 21-én a többi választófejedelem Rupertet választotta meg német királlyá. Az újdonsült uralkodót 1401. január 6-án koronázták meg, Cologne városában.

## Származása
V. Frigyes nürnbergi őrgróf (1333 k.-1398) és Meisseni Erzsébet (1329-1375) első leánya. A szülők 1350. szeptember 7-én keltek egybe.
Apai nagyszülei: II. János nürnbergi őrgróf (* 1320 előtt (1309?); † 1357), és Hennebergi Erzsébet grófnő († 1377)
Anyai nagyszülei: II. (Wettin) Frigyes meisseni őrgróf (1310; † 1349) és Bajorországi Mechthild/Matilda német-római császári hercegnő (* 1309/13; † 1346)

## Testvérei
- Beatrix (1362 körül – 1414. június 10.), ő 1375-ben hozzáment az akkor körülbelül 26 esztendős, özvegy, ám gyermektelen III. Albert osztrák herceghez, akinek egy fiút (Albert) szült frigyük 20 éve alatt.
- Anna (1364 körül – 1392. május 10. után), ő Seusslitzben lett apáca
- Ágnes (1366 –1432. május 22.), őt tízéves korában a hofi zárdába küldte az apja, ám tíz év múlva, 1386-ban mégiscsak férjhez adta őt, Daberi Frigyes báróhoz. Nem tudni, hogy frigyükből született-e gyermek, de Ágnes 1406-ban, nyilván hitvese halála miatt visszatért a hofi kolostorba, ahol 1411-től ő lett a rendfőnökasszony, egészen haláláig.
- Margit (1367–1406), ő 1383. október 15-én feleségül ment a körülbelül 42 éves, özvegy, de gyermektelen II. Hermann hessi tartománygrófhoz, akinek nyolc örököst (Anna, Henrik, Erzsébet, Margit, Ágnes, Hermann, Frigyes és Lajos) szült házasságuk 23 éve alatt.
- János (1369 körül – 1420. június 11.), apja idősebbik fiaként 1398. január 21-től III. János néven nürnbergi és brandenburg-kulmbach-i őrgróf, aki 1381 körül nőül vette az akkor körülbelül 8 éves Csehországi Margitot, IV. Károly német-római császár legifjabb leányát. Frigyük 29 éve során csupán egyetlen leányuk született, Erzsébet.
- Frigyes (1371. szeptember 21 – 1440. szeptember 20.), a későbbi VI. Frigyes nürnbergi és brandenburg-ansbach-i őrgróf, aki 1401. szeptember 18-án feleségül vette a körülbelül 18 esztendős Landshut-i (Wittelsbach) Erzsébet bajor hercegnőt, aki tíz gyermekkel (Erzsébet, János, Cecília, Margit, Magdolna, Frigyes, Albert, Zsófia, Dorottya és Frederick) ajándékozta meg hitvesét frigyük 39 éve folyamán. 1415. április 30-án VI. Frigyes lett az első a Hohenzollern-dinasztiából, aki elnyerte a brandenburg-i választófejedelmi címet is, I. Frigyes néven.
- Katarina (? – 1409), akárcsak nővére, Ágnes, később ő is a hofi kolostor zárdafőnökasszonya lett

## Házassága, gyermekei
1374. június 27-én hozzáment a 22 éves Ruperthez, II. (Wittelsbach) Rupert rajnai választófejedelem legidősebb fiához. Frigyükből 9 gyermek (Rupert, Margit, Frigyes, Lajos, Ágnes, Erzsébet, János, István és végül Ottó) jött világra. 35 évig voltak házasok.
Utódaik:
- Rupert (1375. február 20. - 1397. január 25.)
- Margit (1376-1434. augusztus 26.), ő 1393. február 6-án hozzáment a körülbelül 29 éves II. (Metz) Károlyhoz, Lotaringia hercegéhez. 37 évig tartó frigyükből négy gyermek (Izabella, Lajos, Ralf és Katalin) származott.
- Frigyes (1377 körül-1401. március 7.)
- Lajos (1378. január 23 - 1436. december 30.), ő kétszer is megnősült. Első hitvese a körülbelül 10 esztendős Lancasteri Blanka angol királyi hercegnő lett 1402. július 6-án. Tőle csak egy gyermeke született, egy fiú, Rupert. Hat évig voltak házasok. Blanka 1409. május 21-én elhunyt, Lajos pedig 1417. november 30-án újra megházasodott. Második felesége a körülbelül 27 éves Savojai Matild hercegnő lett. 19 évig tartó frigyükből öt gyermek (Matild, Lajos, Frigyes, Rupert és Margit) született.

- Ágnes (1379-1401), ő 1400-ban hozzáment a körülbelül 27 éves I. (La Marck) Adolf klevei herceghez, ám csupán pár hónap múlva az asszony meghalt. Gyermekük nem született.

- Erzsébet (1381. október 27. - 1408. december 31.), ő 1407. december 24-én nőül ment a körülbelül 25 esztendős IV. (Habsburg) Frigyes osztrák herceghez. Mindössze egy évig tartó frigyükből egyetlen gyermek származott, egy leány, Erzsébet. A csecsemő sajnos csupán egy napig élt. Édesanyja három nap múlva követte őt a sírba, nyilván gyermekágyi láz következtében.

- János (1383-1443. március 14.), ő 1407. augusztus 15-én elvette a körülbelül 17 esztendős Pomerániai Katalint, Neumarkt grófnőjét. 18 és fél évig tartó házasságuk hét gyermeket (Margit, Adolf, Ottó, János, Frigyes, János és Kristóf) eredményezett.

- István (1385. június 23. - 1459. február 14.), ő 1410-ben elvette a körülbelül 20 éves Veldenz-i Anna grófnőt, aki 8 gyermekkel (Anna, Margit, Elza, Frigyes, Rupert, István, Lajos és János) ajándékozta meg férjét. 19 évig voltak házasok.

- Ottó (1390. augusztus 24. - 1461. július 5.), ő 1430 januárjában elvette a körülbelül 17 éves Landshut-i (Wittelsbach) Johanna bajor hercegnőt. 14 és fél évig tartó házasságuk összesen kilenc örököst (Margit, Amália, Ottó, Rupert, Dorottya, Albert, Anna, János és végül Borbála) eredményezett.

## Özvegysége, halála
Erzsébet királyné hitvese 1410. május 18-án halt meg, özvegye pedig mindössze egy év múlva, 1411. július 26-án követte őt a sírba. Az asszony többé nem ment férjhez.